# Nathan Miller (cinéma)
Pour les articles homonymes, voir Nathan Miller et Miller.
Nathan Miller est un réalisateur, acteur et assistant réalisateur français, fils de Claude Miller.

## Biographie
Nathan Miller commence dans le cinéma dès l'enfance en tant qu'acteur. Il se tourne ensuite vers la réalisation, et travaille avec son père Claude Miller. Il lui a demandé pendant dix ans d'être responsable de la deuxième caméra lors de ses tournages. Ils réalisent ensemble Je suis heureux que ma mère soit vivante,, exemple rare de réalisation par un père et son fils.

## Filmographie

### En tant qu'acteur
- 1970 : L'Enfant sauvage de François Truffaut
- 1976 : La Meilleure Façon de marcher de Claude Miller
- 1977 : Dites-lui que je l'aime de Claude Miller
- 1978 : La Chambre verte de François Truffaut
- 1978 : La Tortue sur le dos de Luc Béraud

### En tant qu'assistant réalisateur
- 1985 : L'Effrontée (stagiaire)
- 1987 : Vent de panique
- 1988 : Bonjour l'angoisse
- 1989 : Chambre à part
- 1991 : La Reine blanche
- 1992 : Juste avant l'orage
- 1994 : Le Sourire

### En tant que réalisateur2eéquipe
- 2001 : Betty Fisher et autres histoires
- 2003 : La Petite Lili
- 2007 : Un secret

### En tant que réalisateur
- 2000 : La Tartine (court-métrage)
- 2004 : Les falbalas de Jean-Paul Gaultier (documentaire)
- 2009 : Je suis heureux que ma mère soit vivante (co-réalisé avec Claude Miller)
- 2012 : La Danse de l'albatros (téléfilm)

## Distinctions
- 2009 : nommé pour Je suis heureux que ma mère soit vivante au festival du film de Montréal